# علاج الحقن التجديدي
علاج الحقن التجديدي (بالإنجليزية: Prolotherapy)‏ هو علاجٌ قائمٌ على الحقن، ويستخدم في الحالات العضلية الهيكلية المُزمنة. يُوصف بأنهُ من ممارسات الطب البديل.